# Muzeum Motoryzacji w Poznaniu
Muzeum Motoryzacji w Poznaniu – placówka muzealna w Poznaniu, prowadzona przez Automobilklub Wielkopolski w pawilonie nr 2 Międzynarodowych Targów Poznańskich.

## Historia muzeum
Idea stworzenia izby pamiątek dawnej motoryzacji narodziła się już w latach 70. XX wieku, prawie równocześnie z powstaniem Klubu Pojazdów Zabytkowych. Pomysł zaowocował organizacją w kwietniu 1981 wielkiej wystawy starych samochodów. Na terenie Międzynarodowych Targów Poznańskich, na powierzchni 1200 m² wystawiono kilkadziesiąt pojazdów oraz liczne gabloty z pamiątkami i akcesoriami samochodowymi. Wystawa zmobilizowała władze wojewódzkie do udzielenia pomocy w organizacji stałej placówki. Projekt zrealizowano 15 kwietnia 1983. W prywatnych pomieszczeniach jednego z weteranów szos Piotra Adama w Suchym Lesie koło Poznania otwarto pierwsze w Polsce muzeum motoryzacji, które przetrwało do sierpnia 1990, kiedy to zgromadzone zbiory przeniesiono do pawilonu przy Torze Poznań. W ten sposób muzeum znalazło się bliżej miasta i bliżej widzów, chociaż dostępne było jedynie w czasie giełd samochodowych. Nie narzekano jednak na brak frekwencji. Głównym mankamentem była ciasnota. Zdawano sobie sprawę, że jest to rozwiązanie tymczasowe i docelowo placówka powinna znaleźć się bliżej centrum. Na to potrzebne były jednak środki finansowe, którymi w okresie transformacji gospodarczej Automobilklub Wielkopolski nie dysponował. Członkowie Koła Pojazdów Zabytkowych podjęli starania, mające na celu znalezienie odpowiedniejszego nowego lokum. Wśród wielu wariantów wybrano podziemia ronda Kaponiera, w centrum Poznania. Wspólnymi siłami działaczy i zarządu klubu oraz władz miasta i licznych sponsorów doprowadzono do otwarcia muzeum 20 września 1996 w obecności przedstawicieli rządu i ówczesnego Prezydenta Poznania, Wojciecha Szczęsnego Kaczmarka. Wstęgę otwierającą nową placówkę przeciął Wojewoda Poznański Włodzimierz Łęcki. Pierwsza ekspozycja obejmowała prawie 30 samochodów i motocykli.
Wszystkie pojazdy były i są własnością prywatną członków Automobilklubu. Ponieważ sala muzealna była niewielka, w muzeum znajdowała się tylko część z około 200 sztuk eksponatów, a ekspozycja zmieniała się kilka razy w roku (najczęściej wiosną i jesienią). Ponieważ wszystkie eksponowane pojazdy były sprawne technicznie i zarejestrowane, te które aktualnie nie znajdowały się w muzeum były używane przez ich właścicieli.
W związku z remontem ronda Kaponiera, w lipcu 2012 muzeum zawiesiło do odwołania swoją działalność w dotychczasowej lokalizacji. W 2013 uruchomiono ekspozycję samochodów muzealnych w galerii handlowej Poznań City Center. W listopadzie 2016 podjęto decyzję, że kolekcja wejdzie w skład Wielkopolskiego Muzeum Motoryzacji z lokalizacją w Szreniawie. 
19 lutego 2021 na terenie Międzynarodowych Targów Poznańskich otwarto tymczasowe muzeum w pawilonie nr 2. 

## Niektóre pojazdy, które były eksponowane w muzeum

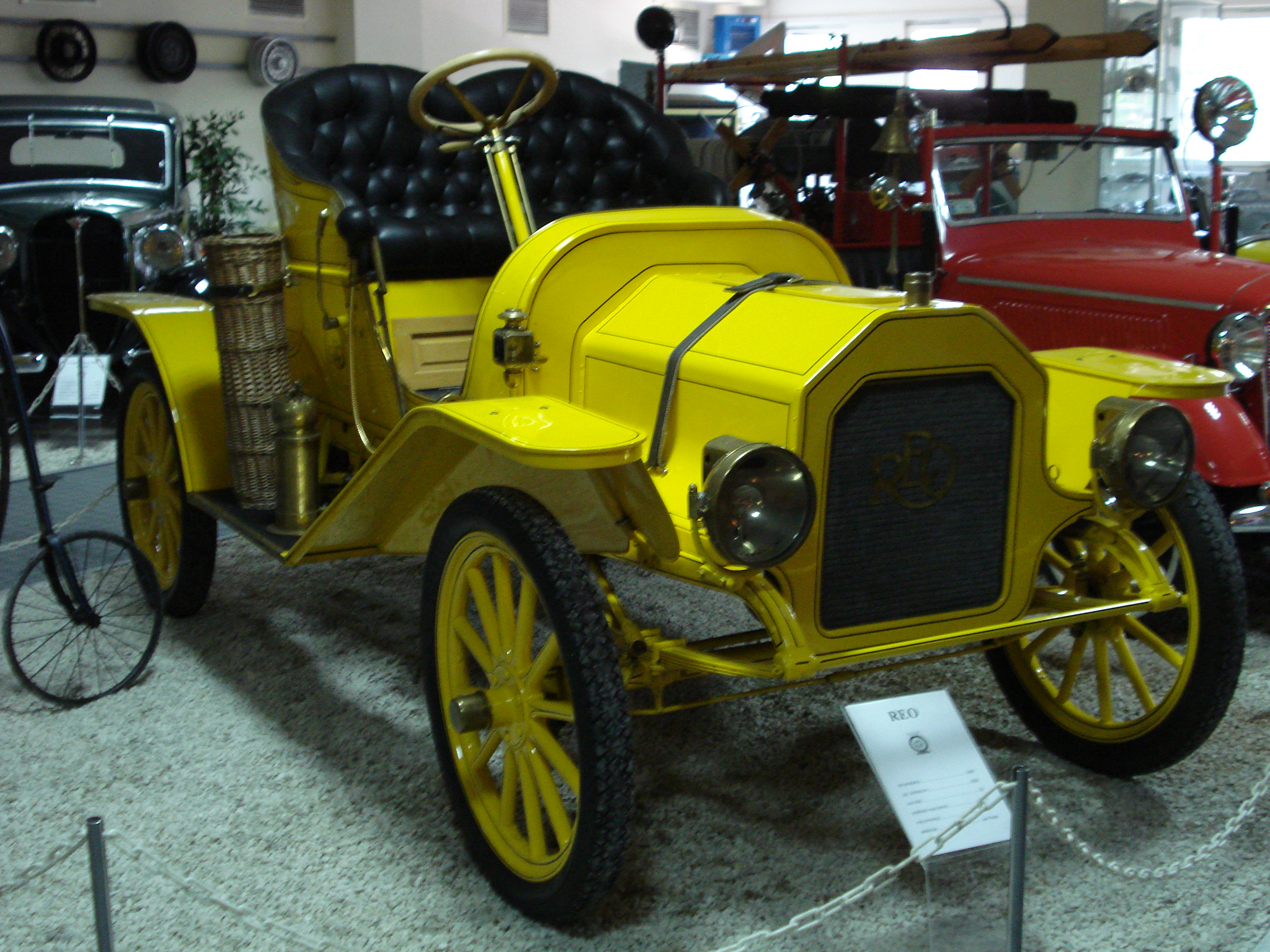
Samochód marki REO z 1908 r.

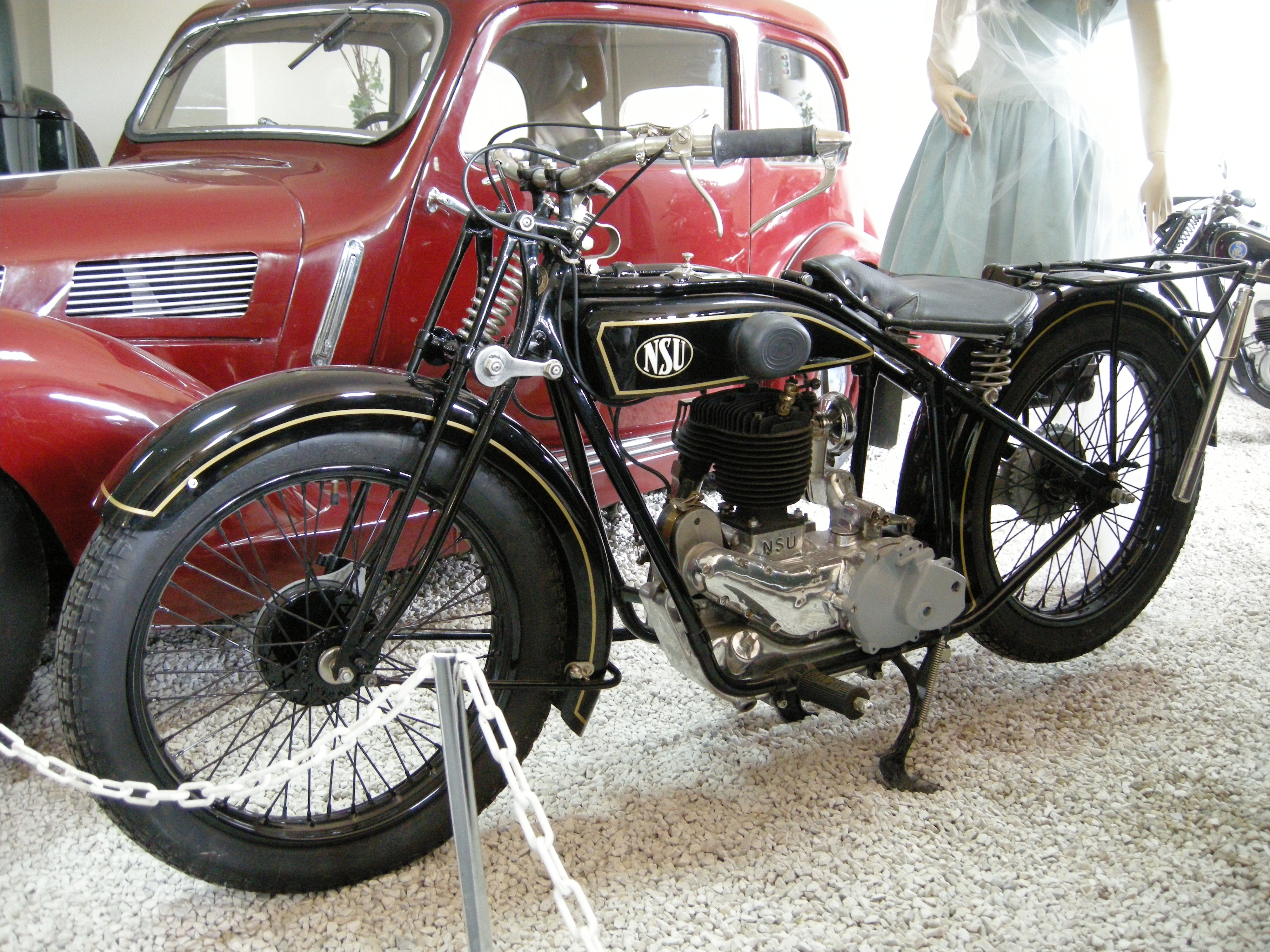
Motocykl turystyczny NSU 301 T z 1929 r.

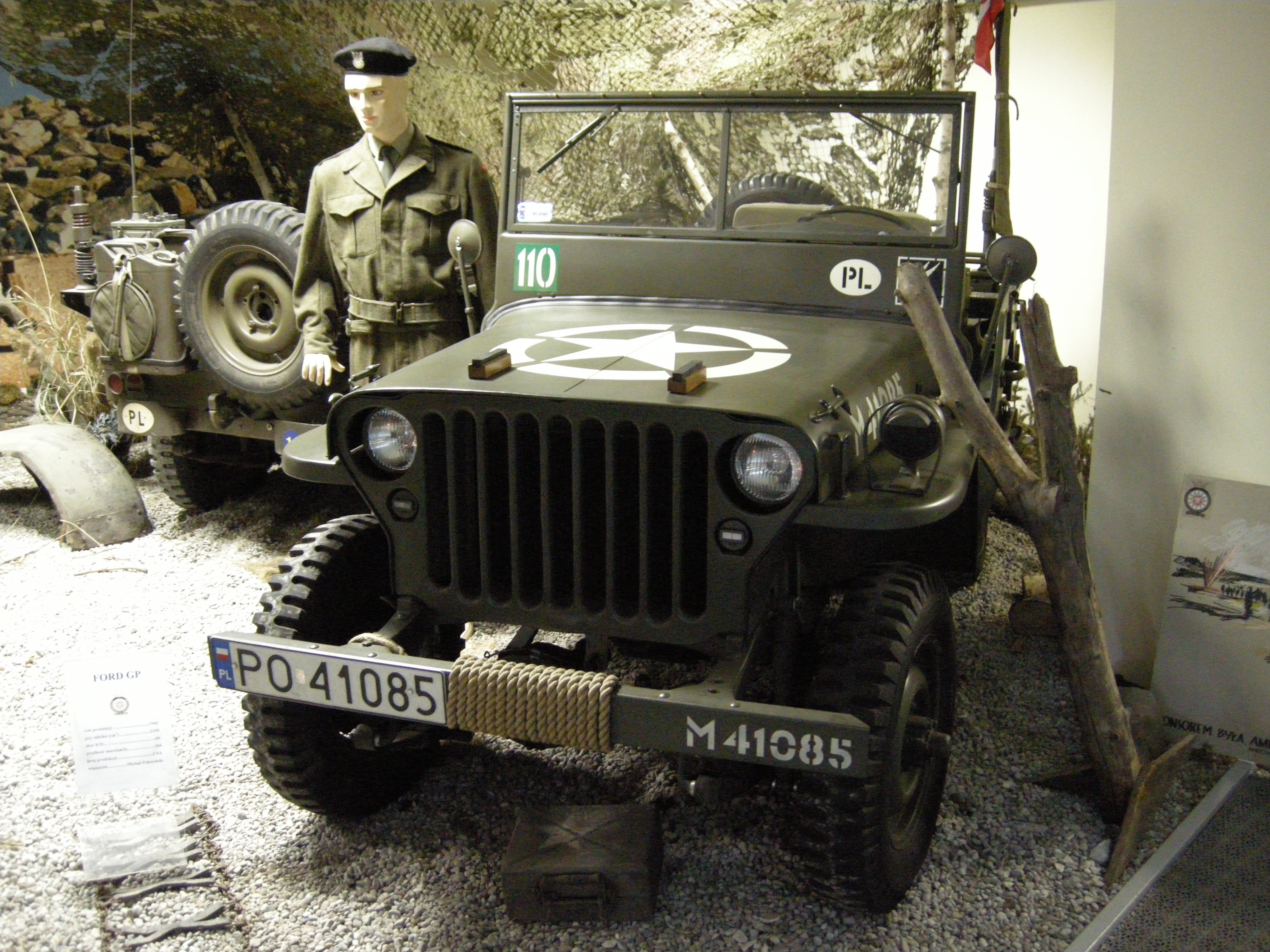
Willys Jeep z 1942 r.

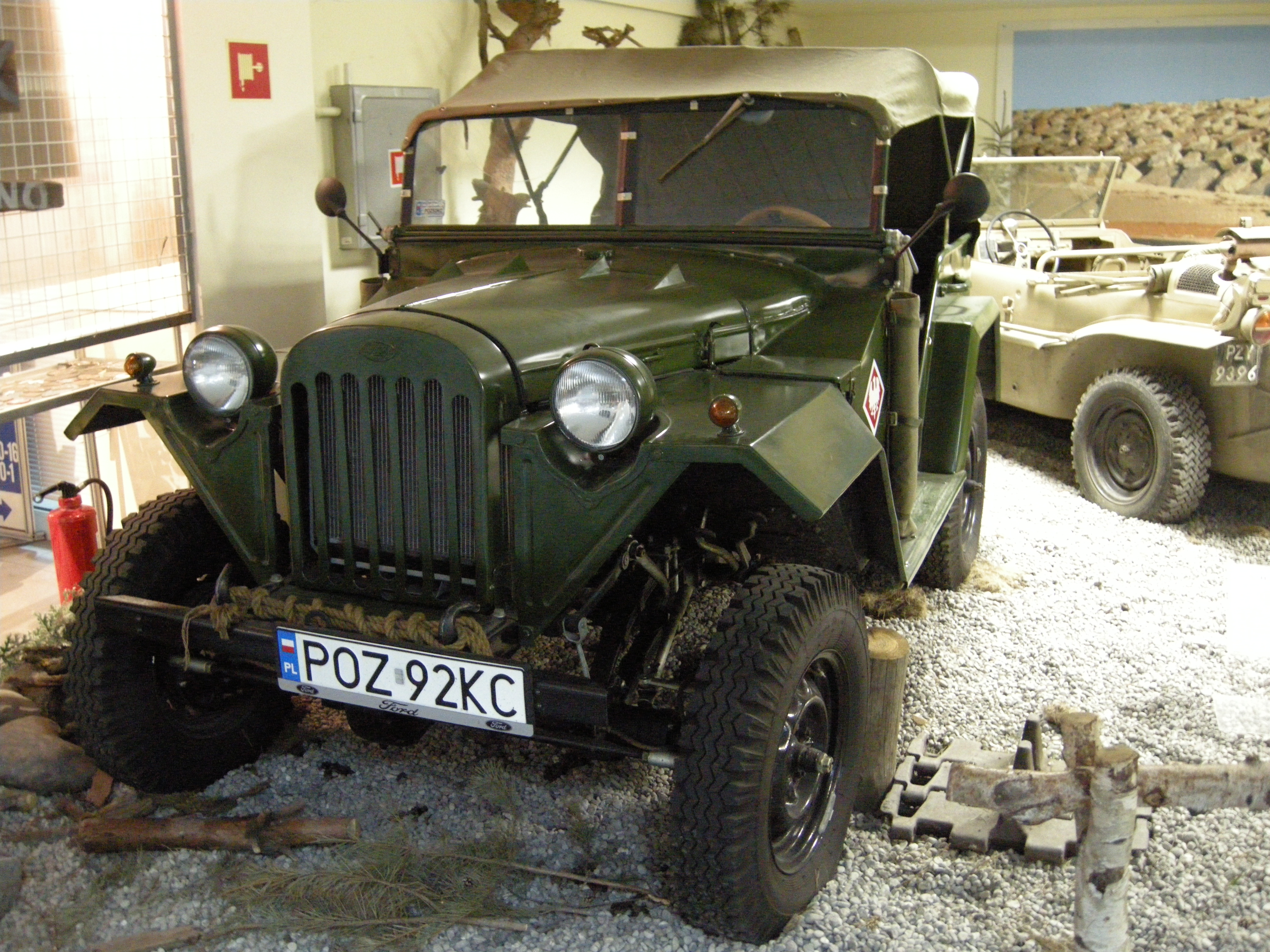
GAZ-67 B z 1944 r.

- Najstarszy zarejestrowany jeżdżący samochód na polskich drogach – REO, wyprodukowany w 1908 w USA. Pojazd rozwija prędkość maksymalną 70 km/h. Obecnie znajduje się w zbiorach Auto-Muzeum w Gostyniu.
- Najcenniejszym samochodem w muzeum jest Mercedes-Benz 190 SL, który został wyprodukowany w 1957 w Niemczech. Rozwija maksymalna prędkość 172 km/h, ma moc 105 KM.
- Syrena 104, która brała udział w Rajdzie Monte Carlo pojazdów historycznych. W latach 2005–2007 za każdym razem docierając do mety i osiągając niezły czas. Samochód wyprodukowano w Polsce w 1971, osiąga maksymalna prędkość 120 km/h. Pojazd jest po tuningu, ale posiada oryginalne części.
- Samochód strażacki DKW F5 z 1936 produkcji niemieckiej. Samochód jeździ z maksymalną prędkością 80 km/h. Posiada własny agregat prądotwórczy oraz trzy silniki spalinowe. Został odrestaurowany w 2006.
- Najlepiej zakonserwowanym obiektem w muzeum jest samochód Nash Special Six 430, wyprodukowany w 1926 w Stanach Zjednoczonych. Samochód rozwija maksymalną prędkość 105 km/h. Pojazd został odrestaurowany w Nowej Zelandii i stamtąd trafił do Polski.
- Samochód najdłużej związany z klubem to Porsche 911 wyprodukowane w Niemczech w 1968. Od lat 70. do 90. jeździł na Torze Poznań jako auto zapoznawcze, ratownicze i reprezentacyjne.
- Jedynym niejeżdżącym eksponatem w muzeum jest model samochodu Tarpan, zaprojektowany oraz wykonany z drewna w skali 1:1 przez fabrykę Fiata w Turynie w 1979. Wykonano kompletną dokumentację techniczną nadwozia i podwozia, zatwierdzono projekt do produkcji oraz rozpoczęto w Antoniku budowę hali produkcyjnej o powierzchni 36 000 m². Jednak wydarzenia z 1980 oraz wprowadzenie stanu wojennego uniemożliwiły uruchomienie montażu tego samochodu. Samochód przeznaczony był dla 5 osób i 500 kg ładunku.
- Cennym eksponatem jest samochód MG WA, wyprodukowany w 1939 w Wielkiej Brytanii. Osiąga prędkość 140 km/h. Wyprodukowano zaledwie 360 egzemplarzy tego samochodu, do dziś na świecie przetrwało tylko 20 sztuk. W czasie II wojny światowej pojazd został zarekwirowany przez Gestapo, po wojnie był używany przez łódzki Urząd Bezpieczeństwa. Renowacja tego samochodu trwała 8 lat.
- W muzeum znajduje się również kącik militarny, w którym znajdują się cztery samochody z okresu II wojny światowej. Są to: Willys MB z 1942, wyprodukowany w USA. Na potrzeby aliantów wyprodukowano 361 tys. aut, zarówno z napędem na dwa, jak i na cztery kola, oraz w różnych wersjach nadwoziowych. Prezentowany eksponat uczestniczył w 1994 w obchodach upamiętnienia operacji D-Day zorganizowanej w 50-lecie lądowania Aliantów w Normandii. W muzeum znajduje się także jego rosyjski odpowiednik: GAZ-67B, nazywany również Czapajew, wyprodukowany w 1944 w ZSRR.
- W kąciku militarnym znajduje się amfibia VW typ 166 Schwimmwagen, wyprodukowana w 1943 w Niemczech. Miała służyć do ataku Niemiec na ZSRR. Pojazd ma wyporność 400 kg, czyli może przetransportować czterech żołnierzy w pełnym rynsztunku. Samochód na lądzie rozwija prędkość do 80 km/h, a na wodzie 20 km/h. Volkswagen wyprodukował ponad 14 tys. takich aut. Do dzisiaj przetrwało tylko kilka sztuk, które maja dużą wartość dla kolekcjonerów.
- W muzeum znajdują się również  motocykle – polskie i zagraniczne, a także replika bicykla z 1865 wyprodukowanego w Wielkiej Brytanii.